# Typhlatya garciadebrasi
Typhlatya garciadebrasi is een garnalensoort uit de familie van de Atyidae. De wetenschappelijke naam van de soort is voor het eerst geldig gepubliceerd in 2000 door Juarrero de Varona & Ortiz.